# 伊塔乌巴
伊塔乌巴是巴西马托格罗索州的一个市镇。总面积4538.338平方公里，总人口4634人，人口密度1人/平方公里。